# NGC 5151
NGC 5151 is een spiraalvormig sterrenstelsel in het sterrenbeeld Hoofdhaar. Het hemelobject werd op 8 mei 1826 ontdekt door de Britse astronoom John Herschel.

## Synoniemen
- MCG 3-34-32
- ZWG 101.48
- PGC 47056